# Alfred Angot
Pour les articles homonymes, voir Angot.
Charles Alfred Angot (Paris, 4 juillet 1848 - Paris 16e, 16 mars 1924) est un physicien, météorologiste et climatologiste français. 

## Biographie
Reçu à Polytechnique et à l'École normale supérieure en 1868, il choisit cette dernière. En 1872, il obtient l'agrégation de physique. il est ensuite chargé des fonctions de préparateur du cours de physique au Collège de France et prépare puis soutient en 1874 un doctorat de physique sous la direction d’Éleuthère Mascart . 
Il est alors choisi par l'Académie des sciences pour faire partie de la mission d'observation du passage de Vénus devant le Soleil en Nouvelle-Calédonie, dirigée par l'astronome Charles André. Ils embarquent le 10 juillet 1874  sur le Tigre avec un important matériel des plus perfectionnés fourni par l’École normale, l'Institut de France et le Dépôt de la marine, il arrive à Nouméa le 2 octobre où il est accueilli par le gouverneur Louis Eugène Gaultier de La Richerie qui lui procure des crédits et une main-d’œuvre de forçats. Angot et André construisent leur observatoire sur un petit plateau au sud de Nouméa qu'ils baptisent Mont Vénus. Après de nombreuses difficultés dues à une importante couche nuageuse, ils parviennent enfin à prendre deux cent quarante clichés. 
Lors de son voyage de retour vers la France, Angot passe par les États-Unis où il visite et étudie plusieurs observatoires astronomiques et météorologiques, ce qui lui fait constater le retard de la France dans ce domaine. En 1877, il est nommé  professeur divisionnaire de physique au Lycée Fontanes.  En 1878,il observe avec André et Philippe Eugène Hatt le passage de Mercure devant le Soleil dans les Montagnes Rocheuses. 
Le 1er janvier 1879, il est nommé chef du service de climatologie au Bureau central météorologique, créé le 14 mai 1878 et qui sépare officiellement en France l'astronomie de la météorologie, en faisant de cette dernière une science qui bénéficie d'une structure propre, indépendante de l'Observatoire de Paris. A.Angot dirige un des trois services principaux, les deux autres l'étant par Claude-Emile Fron (service des avertissements) et l'autre par Léon Teisserenc de Bort (météorologie générale). Lorsque ce dernier démissionne pour se consacrer à l'observation en altitude en créant sur ses fonds propres, son propre observatoire à Trappes, Angot obtient que le service de météorologie générale lui soit rattaché. Avec Angot à sa tête, le service de climatologie se développe. Alors qu'en 1879, le réseau d'observation français ne comptait que dix observatoires et 20 stations de premier ordre, le réseau recense dix ans plus tard, en 1889,  143 stations , 14 observatoires, 86 écoles normales, 21 phares, 2 sémaphores et une vingtaine d'autres stations de moindre importance. En 1899, le réseau est constitué de 201 stations, 15 observatoires,86 écoles normales, 31 sémaphores,  21 phares et 44 stations diverses.A.Angot développe également l'observation météorologique hors de la métropole, en s'appuyant, dans un premier temps sur les services consulaires, puis,en installant des stations d'observations dans les colonies françaises (205 stations en 1905, dont 49 en Indochine, 29 à Madagascar, 24 en Afrique occidentale française, etc.), Il s'agit réellement d'un réseau d'observations puisqu'Angot veille à ce que les observations puissent être comparables entre elles en mettant en place un programme de maintenance et des contrôles réguliers des installations et de suivi des étalonnages. En 1908, il devient officiellement le Directeur du BCM, faisant de la climatologie, l'activité principale du Bureau.  
Très sensible au développement international de la météorologie, A. Angot prend part à la Conférence météorologique internationale (OMI) de Paris en 1896. En 1905, alors qu'il n'est pas encore Directeur du BCM, il représente la France à la conférence des directeurs à Innsbruck. En 1913, à Rome, il obtient la création au sein de l'Organisation météorologique internationale d'une commission de météorologie agricole dont il assure la présidence. 
En 1914, le Bureau central météorologique ne compte que 35 personnes dont 14 personnes qualifiées de météorologistes. C'est peu, compte tenu des besoins militaires en météorologie qui ne cessent de croître au fur et à mesure des progrès technologiques dans le domaine de l'armement (gaz, artillerie et aviation militaire). Les armées vont donc construire et mettre en place leurs propres services météorologiques pour répondre à leurs besoins, au grand drame d'Angot qui aurait préféré que les moyens donnés à la météorologie militaire soient donnés à l'institution qu'il dirige. À la fin de la guerre, les services civil et militaires fusionneront pour donner naissance à l'Office national météorologique mais Alfred Angot n'en fait pas partie et c'est le général Émile Delcambre qui en prend la direction.  Pour emporter l'adhésion, les militaires ont fait valoir les progrès en matière de prévision météorologique accomplis pendant la guerre et l'évolution des besoins de la société, notamment dans le domaine aéronautique. En guise de protestation, Alfred Angot demande sa mise à la retraite en 1920. 
Malgré son peu d'intérêt pour les observations en altitude et son manque d'ambition pour la prévision météorologique qu'il n'hésite pas à qualifier de charlatanisme dès lors qu'il est imaginé de pouvoir de dépasser les 24 heures d'échéance, Alfred Angot a su, avec des moyens réduits, développer le réseau d'observations météorologiques en surface. On lui doit l'établissement de méthodes scientifiques pour l'observation météorologique et de nombreuses recherches sur la climatologie de la France. Il s'est également intéressé à la sismologie et à l'influence des tâches solaires sur le climat; ainsi qu'aux techniques de photographie des nuages, même s'il ne participa pas à l'élaboration de l'Atlas international des nuages, commandé par l'OMI et publié en 1896.
Emmanuel Le Roy Ladurie souligne l'importance pour l'histoire du climat de la compilation des dates de vendanges de toutes les régions de France réalisée par Alfred Angot en 1883 en s'appuyant sur les commissions départementales météorologiques mises en place par Urbain Le Verrier. Les séries de dates de vendanges de Bourgogne ont été reprises  dans le cadre du programme de l'Agence nationale de la recherche afin de construire une base de données d'observations phénologiques pour reconstruire le climat de l'Europe (ANR-OPHELIE).

## Récompenses et distinctions
- Prix Gay (1887 et 1895)
- Médaille d'or de la Société nationale d'agriculture (1888)
- Médaille Symons de la Royal Meteorological Society (dont il fut membre d'honneur)
- Membre de l'Académie royale de Suède
- Officier de la Légion d'honneur[16].

## Publications
- Recherches expérimentales d'électricité statique (thèse), 1874
- L'Astronomie pratique et les observatoires en Europe et en Amérique depuis le milieu du 17e siècle jusqu'à nos jours, 5 vols., 1874-1881
- Éléments de physique, 1881
- Traité de physique élémentaire, 1881
- Origine du ligament noir dans les passages de Vénus et de Mercure, et moyen de l'éviter, 1881
- Instructions météorologiques, 1891
- Études sur les phénomènes de végétation et la migration des oiseaux  [PARTIE 3 : Étude sur la marche des phénomènes de la végétation et la migration des oiseaux en France pendant l'année 1890 / Étude sur la marche des phénomènes de la végétation et la migration des oiseaux en France pendant les dix années 1881-1890 /Étude sur les vendanges en France, 1893, Annales du BCM
- Les Aurores polaires,  Paris, Félix Alcan, Bibliothèque scientifique internationale, 1895
- Premier catalogue des observations météorologiques, faites en France, depuis l'origine jusqu'en 1850, 1895
- Traité élémentaire de météorologie, 1898
- Études sur le climat de la France, 1900-1921
- Abrégé des instructions météorologiques, 1902
- Le tremblement de terre du 11 juin 1909 dans le sud-est de la France, 1910, Annales de géographie,  pp. 8-15